# Mimika-expeditie

Dhr. H.J.T. Bijlmer (2e v.r.), hoofd van de Mimika-expeditie in Zuidwest Nieuw-Guinea

De Mimika-expeditie (1935 - 1936) was een Nederlandse antropologische expeditie naar het westelijke Centrale Bergland van Nederlands-Nieuw-Guinea om de daar wonende groepen dwergvolken grondig te bestuderen.

## Doel van de expeditie
Het specifieke doel van de expeditie was om in uitgebreid contact te komen met de Tapiro, primitieve 'pygmeeën' die door een Britse ornithologische expeditie in 1910 waren ontdekt en waarmee in 1931 ook nog vluchtige aanrakingen hadden plaatsgevonden tijdens een tocht in dit gebied door de Nederlandse officier van gezondheid en fysisch antropoloog H.J.T. Bijlmer. Bijlmer ging weer op pad, maar nu als de leider van de expeditie die werd ondernomen in opdracht van de Maatschappij ter Bevordering van het Natuurkundig Onderzoek der Nederlandsche Koloniën.

## Deelnemers
Bijlmers twee enige Nederlandse tochtgenoten waren S. van der Goot, een civiel-gezaghebber die een ruime ervaring had in Nieuw-Guinea, en Herman Tillemans, pastoor en enige Europeaan in de zuidelijke kustplaats Kaukenau aan de monding van de Mimika. Tillemans was de gastheer van de expeditie, sprak de lokale talen, had informatie over de ligging van Tapiro-dorpen en ging als tolk en regiodeskundige mee het binnenland in. Ook bevonden zich onder het gezelschap enkele Molukse militairen (leden van de 'veldpolitie') en Kamoro, Papoea's van de Mimikakust, die het binnenland kenden en als gidsen en tolken konden optreden. Vijfentwintig 'gestrafte' Molukkers gingen mee als dragers en klusjesmannen.

## Verloop van het eerste deel van de expeditie
De expeditieleden arriveerden vanuit Ambon op 15 oktober 1935 te Kaukenau aan boord van de gouvernementsstomer Fomalhaut, die een regelmatige dienst onderhield naar de meer oostelijk gelegen bestuursposten aan de zuidkust. In Kaukenau kreeg men de beschikking over de Griffioen, een grote motorboot, die inheemse boomstamkano's achter zich aansleepte met Indonesische expeditieleden. Op 26 oktober voeren de 40 deelnemers in 9 inheemse kano's, die voortbewogen werden door 65 staande Papoea-roeiers, de in de Arafurazee uitmondende, brede Mimika op. Het was een tocht van enkele dagen, voordat men te voet verder moest vanaf een nieuw aangelegd bivak dat door twee Molukse politieagenten bewaakt werd achtergelaten. Ook de kano's werden daar op het droge gesleept.
De marsroute die vanaf 29 oktober werd gevolgd was in grote lijnen die van de Britse expeditie uit 1910. De tocht door de jungle was niet eenvoudig maar tamelijk kort. Begin november bereikte men al een woonplaats van de Tapiro waar men een nieuw bivak opsloeg. Het is niet zo dat men een 'onbekende stam' ontdekte; pater Tillemans werd begroet door oude bekenden en ook Bijlmer herkende mensen van zijn vorige korte tocht in 1931. Wel verbleef men, na een dagenlange, moeizame tocht verder oostwaarts het binnenland in, voor het eerst in een nog nooit bezochte nederzetting van de Tapiro waar, ondanks het feit dat er al volop geïntroduceerde ijzeren bijlklingen werden gebruikt, het dagelijkse leven in het 'stenen tijdperk' kon worden bestudeerd. De mensen werden gefotografeerd en gemeten om hun raciale kenmerken te bepalen, en nieuwe metalen bijlen, messen, spiegels en kralen werden geruild tegen inheemse artefacten. Op 26 november was men weer terug in Kaukenau, de kleine expeditie naar de Tapiro had slechts een maand geduurd.

## Verloop van het tweede deel van de expeditie
Na een kort oponthoud aan de Mimikakust, waar Bijlmer in het kader van zijn antropologisch onderzoek in verscheidene grote dorpen van de Kamoro de bloedgroepen van de bewoners kon bepalen, vertrok men op 7 december met de Griffioen westwaarts om de Jera op te varen, die zou leiden naar nieuwe, ononderzochte bergbewoners. Men wilde vooral contact met de bewoners van de Pania-ketens, die in de wijde omgeving bekendstonden als een talrijk volk dat uitgebreide ruilhandelcontacten met andere groepen onderhield, misschien zelfs met groepen die aan de noordelijke kant van het centrale bergmassief woonden. Roeiend ging men weer stroomopwaarts. Het eerste dorp van Bergpapoea's werd vanuit het aangelegde Jera-rivierbivak na drie dagmarsen bereikt waar weer een nieuw bivak werd aangelegd: het Jera-uitzichtbivak, zo genoemd omdat men van deze hoogte uitzicht had op de in de verte gelegen zuidelijke kustlijn. Vanuit het dorp leidde een pad naar Pania; het betekende een zware klimtocht van vijf dagen over bergkammen van 2500-3000 meter. Na een lange afdaling werden op 1500 meter hoogte eindelijk in een rivierdal nederzettingen en tuinen aangetroffen. Pania-bivak werd aangelegd en de expeditie verbleef er van 26 december 1935 tot 9 januari 1936 te midden van een talrijke, vreedzame bevolking. Het dorpshoofd zond zelfs ijlbodes naar nabije dorpen om de mensen van daar op te trommelen om de expeditieleden te komen bezoeken. Bijlmer kon niet minder dan 300 volwassen mannen onder de antropologische meetlat zetten om tot de conclusie te komen dat deze bergbewoners dan wel klein van stuk waren, doch zeker geen pygmeeën genoemd konden worden (waarvoor een lengte van 1,50 m als norm gold).
Bijzonder was de komst van een tiental mannen van een noordelijke groep, die door alle Bergpapoea's die men intussen had leren kennen, werd beschouwd als volk van ander slag. Hun bezoek aan het bivak deed de honderden ter plekke verzamelde dalbewoners eerbiedig uiteenwijken en hurken. De mannen van deze groep, die Mannekoe werden genoemd (maar die we nu kennen als Moni), hadden scherpere gelaatstrekken, waren van forser gestalte en spraken een onverstaanbaar dialect. Ze weigerden elk geschenk met het argument dat men op bezoek kwam om de vreemdelingen te begroeten, niet om handel te drijven.
Op 9 januari werd de terugtocht aanvaard en op 17 januari bereikte men weer Jera-bivak. De Kamoro-roeiers, die de expeditie stroomafwaarts terug naar de monding van de rivier zouden vervoeren, waren nog niet aanwezig. De dag daarop probeerde men het op eigen houtje, maar de dragers bleken minder ervaren roeiers dan de Papoea's. Een kano sloeg om en een deel van het film- en fotomateriaal raakte te water en ging verloren. Kort daarop arriveerden de Kamoro die alles en iedereen zonder verdere ongelukken naar de kust brachten. Op 6 februari kon men zich inschepen op de Formalhaut die van zijn tocht langs de zuidkust naar de Molukken terugkeerde.

## Wetenschappelijke resultaten
De expeditie was succesvol. De Tapiro, niet meer stelselmatig onderzocht sinds de Britse expeditie van 1910, konden worden bevestigd in hun 'dwergstatus', hoewel hun gemiddelde lengte iets hoger uitviel dan die welke was vastgesteld door de Engelsen. Met andere groepen Bergpapoea's was voor het eerst contact gelegd, en vooral de ontdekking en bestudering van de Pania-groepen gold als de kroon op het werk. De als afwijkend beschouwde Mannekoe uit het noordelijker gelegen gebieden, bevestigde het vermoeden dat er vertakte handelscontacten waren tussen de geïsoleerde berggemeenschappen die zich uitstrekten over het centrale bergmassief van Nieuw-Guinea heen. Kortom: na de Mimika-expeditie had men een vrijwel compleet beeld van de bewoners van de zuidwestelijke berglanden van het toenmalige Nederlands-Nieuw-Guinea. De bijeengebrachte antropologische en etnografische collecties van de expeditie werden kort na de tocht gedeponeerd bij enkele Nederlandse volkenkundige musea, waaronder het Wereldmuseum in Amsterdam.